# Peromyscus boylii
Peromyscus boylii là một loài động vật có vú trong họ Cricetidae, bộ Gặm nhấm. Loài này được Baird mô tả năm 1855.

## Hình ảnh

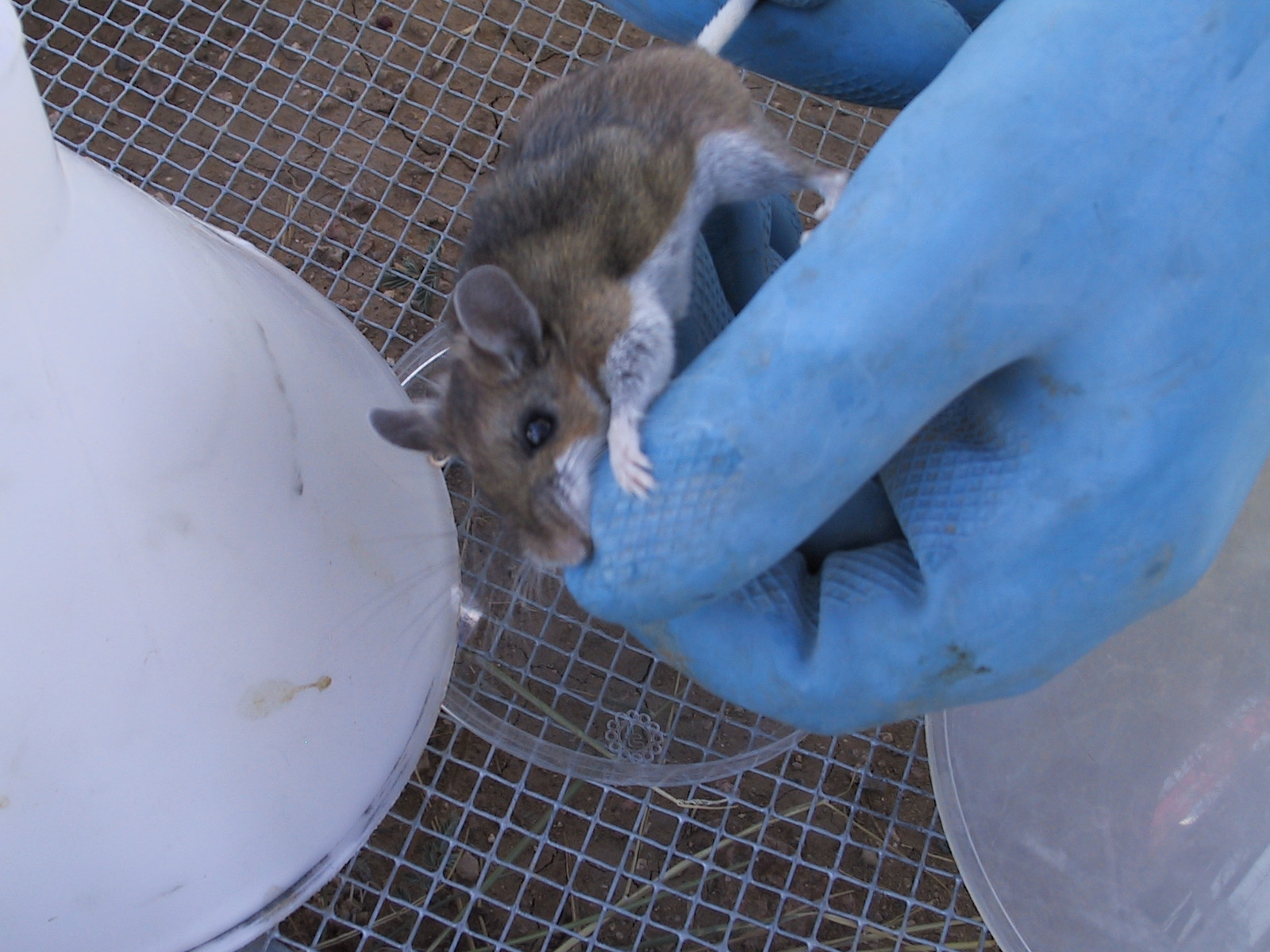